# ولیکا دلجگشتا
ولیکا دلجگشتا (به لاتین: Velika Daljegošta) یک منطقهٔ مسکونی در بوسنی و هرزگوین است که در سربرنیتسا واقع شده‌است.